# Сибирское (Русско-Полянский район)
Сибирское — село в Русско-Полянском районе Омской области России. Административный центр Сибирского сельского поселения.

## География
Село находится юго-восточной части Омской области, в степной зоне, в пределах Ишимской равнины, на расстоянии примерно 28 километров (по прямой) к востоку-юго-востоку (ESE) от посёлка городского типа Русская Поляна, административного центра района. Абсолютная высота — 114 метров над уровнем моря.

## История
Село возникло в 1955 году как центральная усадьба целинного совхоза «Сибиряк».

## Население
| 2010 |
| ---- |
| 941  |

Половой состав
По данным Всероссийской переписи населения 2010 года в гендерной структуре населения мужчины составляли 47,6 %, женщины — соответственно 52,4 %.
Национальный состав
Согласно результатам переписи 2002 года, в национальной структуре населения русские составляли 73 % из 1249 чел.

## Улицы
Уличная сеть села состоит из семнадцати улиц.